# Aléxandros Panagoúlis
 (mai 2025).
Si vous disposez d'ouvrages ou d'articles de référence ou si vous connaissez des sites web de qualité traitant du thème abordé ici, merci de compléter l'article en donnant les références utiles à sa vérifiabilité et en les liant à la section « Notes et références ».
Aléxandros Panagoúlis (grec moderne : Αλέξανδρος Παναγούλης) (dit Alékos Panagoúlis) (2 juillet 1939 – 1er mai 1976) est un homme politique et poète grec. Il participa activement à la lutte contre la dictature des colonels (1967 – 1974). Il est mondialement connu, en particulier pour son attentat manqué contre le dictateur Geórgios Papadópoulos le 13 août 1968, mais aussi pour sa résistance aux tortures qu’il a subies. À la restauration de la démocratie, il fut élu député de l'Union du centre (E. K.).

## Biographie
Aléxandros Panagoúlis naît à Glyfáda (Athènes). Il est le fils d'Athéna et de Vassílios Panagoúlis, officier de l'armée grecque. Il a deux frères: son aîné, Yeóryios Panagoúlis, est victime du régime des colonels, et son cadet, Efstáthios, est homme politique. Aléxandros Panagoúlis étudie à l’Université polytechnique nationale d'Athènes (Metsóvion), dont il sort ingénieur électricien.

### Politique
Esprit libre et démocratique, dès sa jeunesse, Aléxandros Panagoúlis intégra les Forces démocratiques de la Grèce l’Union du Centre (E. K.) sous la houlette de Geórgios Papandréou. Concrètement, il adhéra à l'organisation juvénile locale du parti – Organisation juvenile de l'Union du Centre (O.N.E.K.) rebaptisée Jeunesse démocratique hellénique (E.DI.N) – à Glyfáda, avant de devenir son président le 3 septembre 1974, après le retour du régime démocratique.

### Résistance à la dictature
Aléxandros Panagoúlis participa activement à la lutte pour le retour à la démocratie et contre le régime militaire de Geórgios Papadópoulos (1967-1974). Il déserta son poste dans le service militaire en raison de ses convictions démocratiques et fonda l'organisation Résistance nationale. Il s’exila à Chypre pour y concevoir un plan d'action. Revenu en Grèce, il planifia, avec ses proches collaborateurs, l’assassinat du dictateur Papadópoulos le 13 août 1968 près de Várkiza. Son action échoua et il fut arrêté. Il fut torturé de multiples fois et jamais il ne donna de noms. Jugé par des tribunaux militaires grecs truqués le 3 novembre 1968, il fut condamné à mort avec d'autres membres de Résistance nationale le 17 novembre 1968, et transporté ensuite à Égine pour exécution. Mais, grâce à l’intervention de la communauté internationale et de ses amitiés, les dictateurs n’osèrent jamais exécuter la peine. Le 25 novembre 1968, il fut déporté d'Égine aux prisons militaires de Bogiati (S.F.B.).
Pendant son incarcération, Aléxandros Panagoúlis refusa la proposition de collaboration qu’offrit la dictature ; il fut soumis à d’affreuses tortures physiques et mentales. Il s'évada de la prison le 5 juin 1969. Arrêté à nouveau et conduit provisoirement à la caserne de Goudí, il fut ramené un mois plus tard à la prison du Bogiati, où il fut enfermé dans l'isolement de la cellule «tombe », prison construite spécialement pour lui et creusée sous terre, d'à peine 2 m de long sur 1,50 m de haut. Il tenta plusieurs fois de s'évader de nouveau, sans succès.
Il refusa aussi de bénéficier de l'amnistie générale accordée par le régime des colonels aux détenus politiques – après des pressions internationales – et fut finalement libéré à l’été 1973. Il s’exila une nouvelle fois, à Florence, en Italie, afin de donner un nouveau souffle à la résistance. Il fait alors la connaissance de la journaliste italienne Oriana Fallaci, qui sera sa compagne jusqu'à sa mort.

### Restauration de la démocratie
Lors du rétablissement de la démocratie, Aléxandros Panagoúlis se présenta aux élections de novembre 1974 sous l'étiquette de l’Union du centre – Nouvelles forces (E. K. – N. D.). Élu député d’Athènes, il poursuivit, en tant que député, la chasse aux hommes politiques qui avaient collaboré avec le régime dictatorial en lançant contre eux une série d'accusations. Peu après son élection, il rompit avec la direction de son parti. Il démissionna du parti mais garda son siège au Parlement grec en qualité d’indépendant. Il maintint ses accusations et entra dans une confrontation ouverte avec le ministre de la Défense nationale, Evángelos Avéroff, et d’autres. Il fut à son tour l’objet de pressions et de contre-attaques.
Le 1er mai 1976, à l’âge de 36 ans, Panagoúlis se tua dans un accident de voiture, à la suite d'une nouvelle course poursuite, qui n'était pas la première, traqué par des hommes de main d'Avéroff, sur l’avenue Vouliagménis (el) à Athènes, et ce, quelques jours avant la révélation du dossier au sujet des agents de sécurité de la junte militaire (dossier E.S.A.). Il avait déjà échappé à plusieurs tentatives d'assassinat de la part d'opposants politiques.
Le jour de son enterrement, des millions de Grecs se massèrent dans les rues d'Athènes pour lui rendre hommage.

## Travail poétique
Aléxandros Panagoúlis fut quotidiennement l’objet de tortures atroces pendant toute sa détention. Sa maîtrise de soi, sa discipline, et son obstination pour défendre ses convictions, ainsi que son humour poussé lui servaient de boucliers et d’arme de prévention contre les violences corporelles et mentales. Dans la prison de Bogiati, il écrivit ses meilleurs poèmes sur les murs de sa cellule ou sur des papiers microscopiques avec comme encre, souvent son propre sang. Beaucoup de ses poèmes demeurent inconnus encore aujourd’hui à cause de la dictature. Cependant, il avait réussi à en faire sortir certains de la prison de diverses manières, tandis qu'il en réécrit certains autres grâce à sa fabuleuse mémoire. À Milan, après sa libération, il publiera certains de ceux-ci en cahiers (bilingue en grec et en italien), sous le titre Vi scrivo da un carcere in Grecia (Je vous écris d’une prison en Grèce) avec une note introductive du célèbre artiste italien Pier Paolo Pasolini. Il avait plusieurs publications en grec, comme la collection intitulée La peinture (E bogia).

### Poèmes
Promesse
Les larmes que vous verrez de mes yeux coule
N'y voyez pas signes de désespoir
Elles sont seulement la promesse. 
Promesse de combattre sans cesse
(Prison militaire de Bogiati, février 1972)
Vi scrivo da un carcere in Grecia, 1974
Mon adresse 
Une allumette pour seul crayon, 
Mon sang répandu pour seule encre, 
L'emballage oublié de la gaze en guise de papier 
Mais que pourrais-je écrire ? 
Tout juste une simple adresse.
C’est étrange comme l'encre est devenue solide... 
Depuis ma geôle en Grèce
Je vous fais part de ma détresse
(Prison militaire de Bogiati, le 5 juin 1971 – après bastonnade)
Vi scrivo da un carcere in Grecia, 1974.

## Hommages
La vie et le travail d'Aléxandros Panagoúlis ont alimenté les cercles artistiques. Concrètement, le compositeur Míkis Theodorákis, également poursuivi pour ses convictions politiques par la junte des colonels, composa et mit en musique ses poèmes. Par ailleurs, la poésie et la vie d’A. Panagoúlis sont devenues objets d'étude pour de nombreux chercheurs. Cependant, c’est la journaliste italienne, Oriana Fallaci, sa compagne, qui, à travers Un Uomo (Un homme) lui a rendu hommage.
Presque « tyrannicide », avec son courage et son travail, Aléxandros Panagoúlis a marqué la vie politique et intellectuelle de la Grèce. En tant que symbole de la liberté et de la démocratie, il inspire les nouvelles générations non seulement en Grèce, mais aussi internationalement, et trouve sa place aux côtés des grands hommes politiques qui ont lutté pour les droits de l'homme et les libertés civiles et politiques.
Sous la poussée de ses camarades, amis et admirateurs, l'État grec a publié, en hommage et reconnaissance des services d'Aléxandros Panagoúlis, des timbres (personnes - 20 dr. en 1996), des cartes de téléphone prépayées (de 100 unités en 1996) et donné son nom à des espaces publics ou à des stations, comme l’Arrêt de métro «Aléxandros PANAGOÚLIS» à Agios Dimitrios à Athènes (2004).
En 2012, une statue de deux mètres de haut était érigée en son honneur sur la place Dikeosýnis face à rue Panepistimíou à Athènes,.

## Film
- Panagulis Vive (Vive Panagoúlis !) (1980/1), scénario : Giuseppe Ferrara, Piergiovanni Anchisi, Riccardo Iacona, Gianfrancesco Ramacci, avec la coopération de Thanasis Valtinos, producteur : Giuseppe Ferrare • Photographie : Silvio Fraschetti, musique : Dimitri Nikolaou • 35 mm publication de cinéma et 16 mm publication de télévision • La durée : 110 minutes, partie A (des D – inachevé), RAI, 1980.